# Conjunto parcialmente ordenado

O diagrama de Hasse do conjunto de todos os subconjuntos de um conjunto de três elementos ordenados por inclusão. Conjuntos conectados por um caminho ascendente, como e, são comparáveis, enquanto, por exemplo, e não são.

Na matemática, especialmente na Teoria da ordem, um conjunto parcialmente ordenado (ou conjunto PO) é uma estrutura matemática que permite a análise da relação de precedência de elementos em um conjunto. Diferentemente de uma relação de ordem total, nem todos os elementos precisam ser comparáveis.
Formalmente, um conjunto parcialmente ordenado é um conjunto estruturado com uma relação binária reflexiva, antissimétrica e transitiva nos elementos que podem ser comparados.

Essa estrutura é comumente representada pelo par {\displaystyle (P,\leq )}, onde {\displaystyle P} é um conjunto e {\displaystyle \leq } é a relação de ordem definida sobre este. Denotamos por {\displaystyle a\leq b} quando um elemento precede outro.

## Definição
Um conjunto parcialmente ordenado, é um par {\displaystyle (P,\leq )} onde {\displaystyle P} é um conjunto e {\displaystyle \leq } é uma relação binária que satisfaz as seguintes propriedades:
Reflexividade: {\displaystyle a\leq a}.  
Todo elemento precede ele mesmo.
Antissimetria: {\displaystyle a\leq b\land b\leq a\implies a=b}. 
Se dois elementos precedem um ao outro, então eles são iguais.
Transitividade:{\displaystyle a\leq b\land b\leq c\implies a\leq c}.
Essas propriedades definem uma relação de precedência parcial entre os elementos de {\displaystyle P}.

## Exemplos
- Os números reais com a ordenação usual (essa relação também é total).
- Os subconjuntos do conjunto das partes ordenado pela  inclusão.
- Os números naturais ordenados por divisibilidade.